# Львівська телевежа
Льві́вська телеве́жа — суцільнометалева просторова ґратована телевізійна вежа, що стоїть на Замковій горі у Львові.
Висота вежі з антенами — 192 метри.
Вежа побудована за типовим проєктом 3803-КМ. До висоти 155 метрів — піраміда з переломами поясів на 32 і 64 метрах. Далі призма базою 1,75х1,75 метри заввишки 25 метрів. Верхній майданчик 2,5х2,5 метра на відмітці 180 метрів і труба для турнікетної антени.
За цим проєктом побудовані, і тому однакові, такі вежі:Луганська, Львівська, Одеська, Черкаська, Чернівецька (Андріївська (Черняхівська), Білопільська, Донецька, Івано-Франківська, Кам'янська, Кропивницька, Подільська побудовані за модернізованим у 1962-1965 рр. проєкту) й низку інших.
Наразі з вежі є мовлення цифрових мультиплексів, аналогового телебачення та радіо.
Телевежа з комплексом антенно-фідерних пристроїв перебуває на балансі Львівської філії Концерну радіомовлення, радіозв'язку та телебачення.

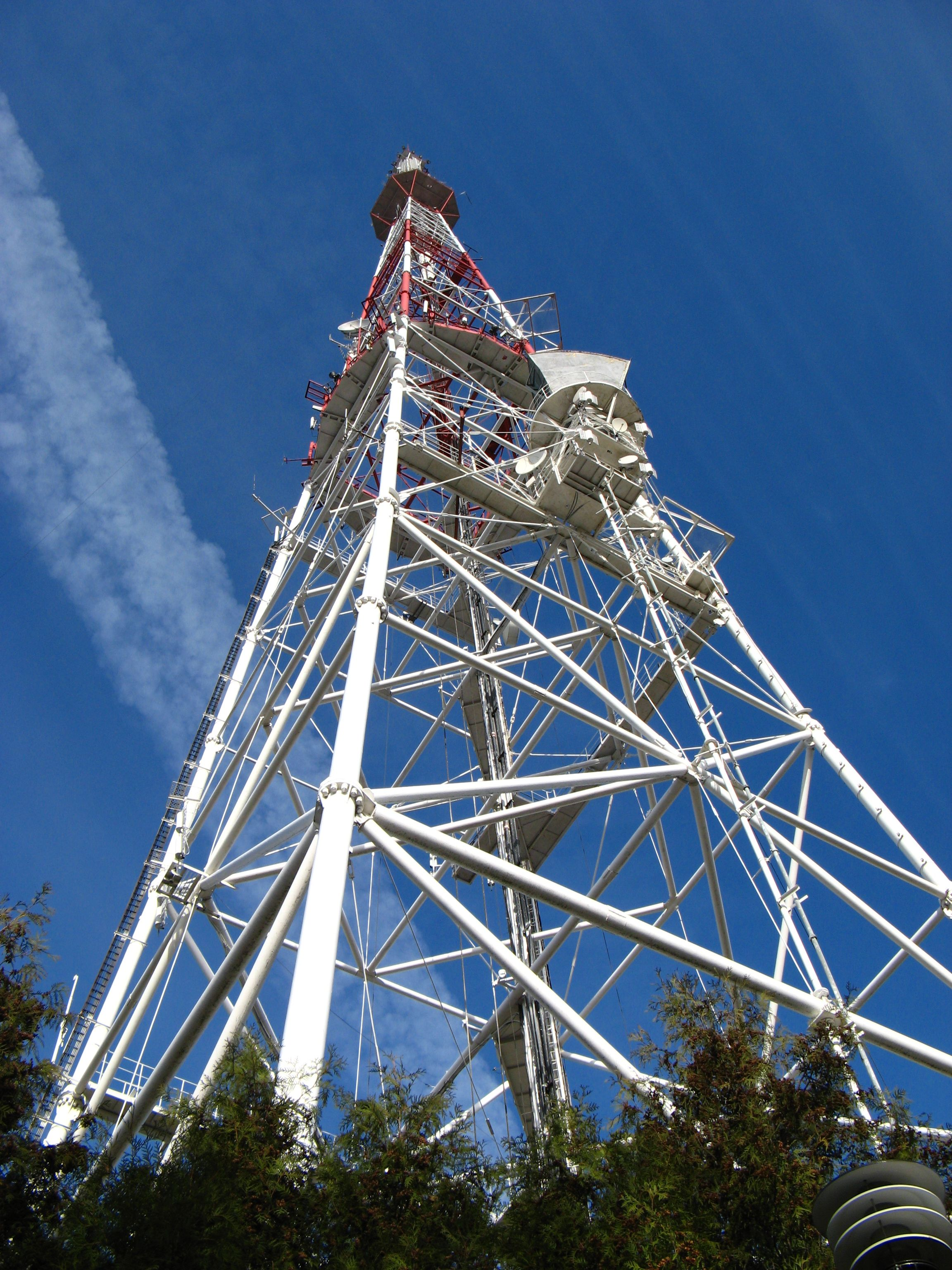
Вигляд з підніжжя телевежі
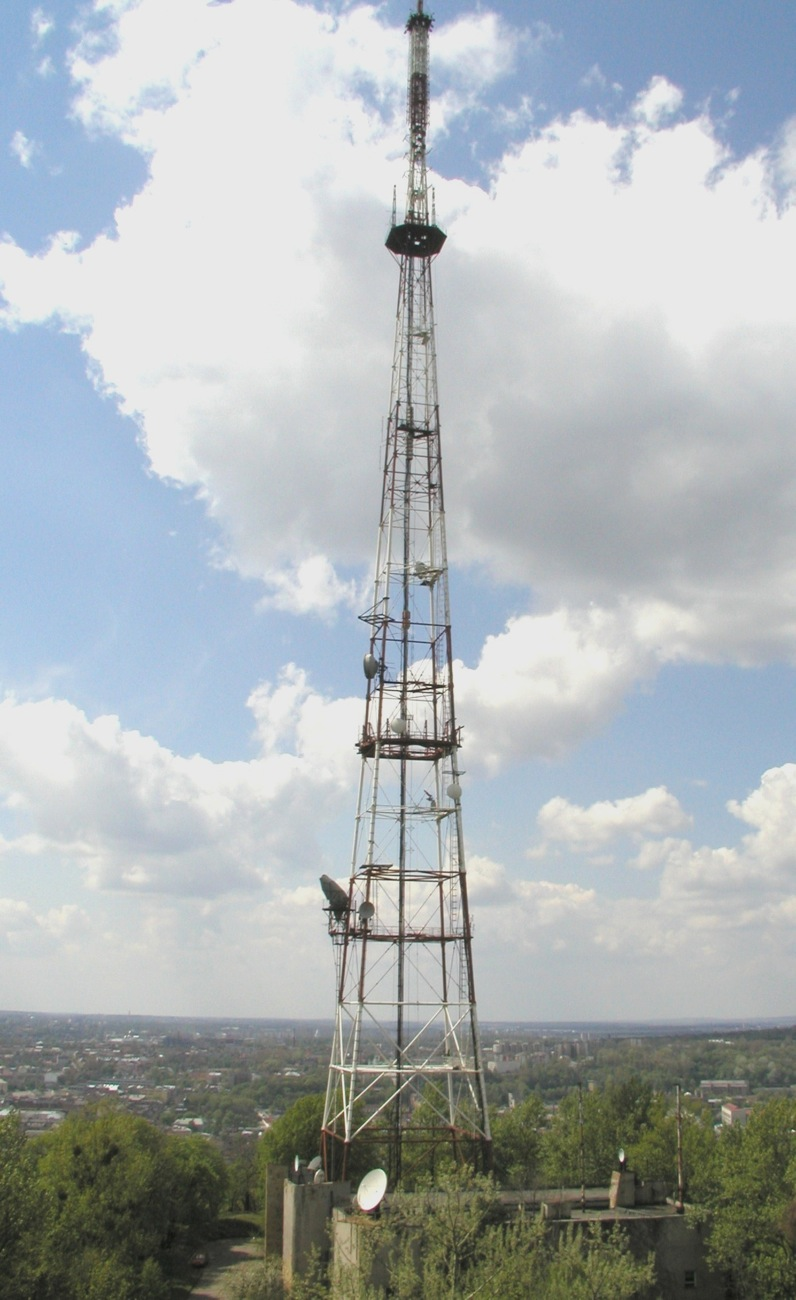
Львівська телевежа
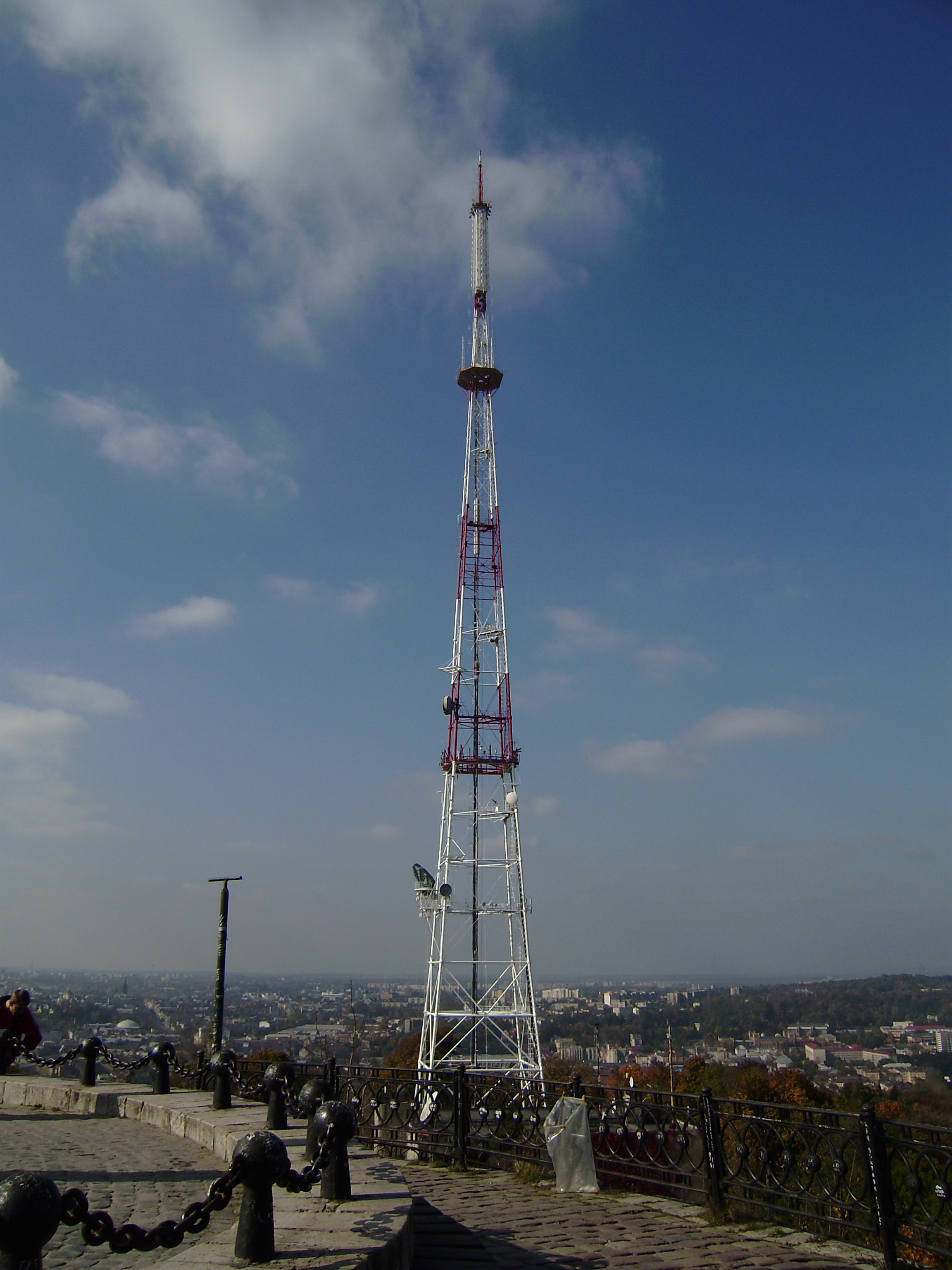
Вигляд на Львівську телевежу з верхнього оглядового майданчика парку «Високий Замок»

## Радіомовлення
- 66.26 — Радіо Марія
- 67.82 — Світле радіо Еммануїл
- 88.2 — Радіо Перше
- 89.1 — Radio ROKS
- 89.7 — FM Галичина
- 91.1 — Kiss FM
- 91.5 — Мелодія FM
- 92.4 — Армія FM
- 93.3 — Radio Relax
- 95.3 — Перець FM
- 97.0 — Radio Nostalgie
- 100.8 — Львівська хвиля
- 101.3 — Країна ФМ
- 101.7 — Хіт FM
- 102.1 — Радіо MAXIMUM
- 103.3 — Українське радіо / Українське радіо. Львів
- 103.9 — Радіо Культура
- 104.3 — Дуже радіо
- 104.7 — Люкс FM
- 105.4 — Radio Jazz
- 106.0 — Наше радіо
- 106.7 — Незалежність
- 107.2 — Радіо Байрактар

## Телебачення

### Цифрове мовлення
- 9. 7-ий мультиплекс
- 22. 1-й мультиплекс
- 28. 2-й мультиплекс
- 33. 5-й мультиплекс
- 37. Місцевий мультиплекс
- 40. 3-й мультиплекс